# Église Saint-Urbain de La Garenne-Colombes
Pour les articles homonymes, voir Église Saint-Urbain.
L'église Saint-Urbain, située avenue Foch à La Garenne-Colombes dans les Hauts-de-Seine, est un lieu de culte catholique.

## Histoire

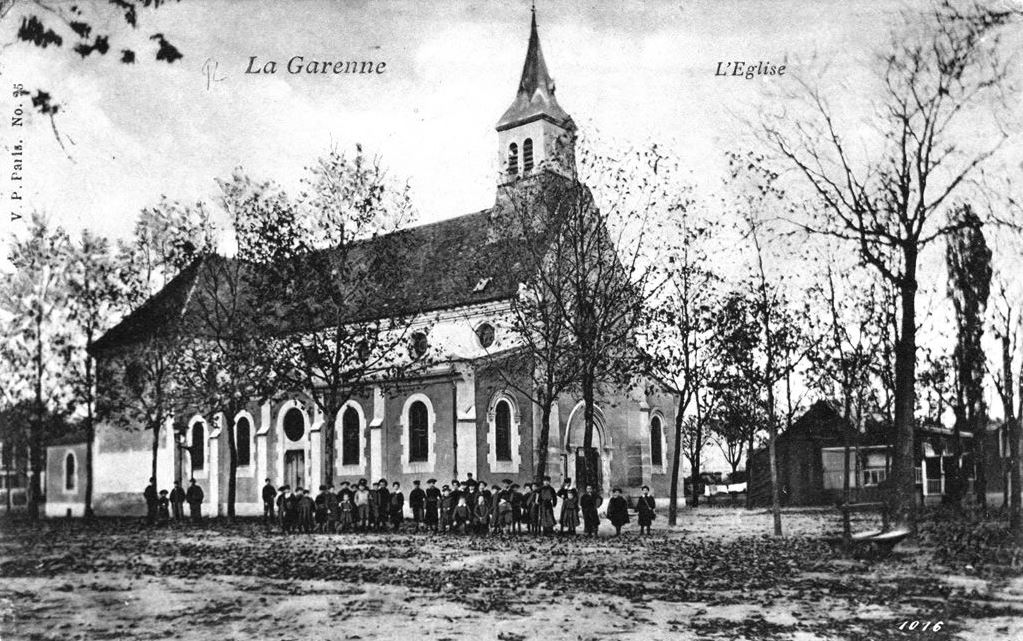
Carte postale de 1905. Le transept n'est pas encore édifié.

En 1865, à la mort du banquier Pierre-Urbain Sartoris, l’ancien domaine seigneurial de la garenne de Colombes est loti par ses héritiers. Ils offrent un terrain destiné à construire une église. Une chapelle de secours est édifiée sur la paroisse de Colombes. En 1898, on la dote de bas-côtés. Elle est érigée en paroisse en 1907. On lui ajoute un nouveau clocher et un transept en 1935.
Elle est rénovée en 1955.
En 2013, deux vitraux de Serge Nouailhat sont inaugurés, et l'orgue est restauré,.
Le 2 novembre 2021, dans la nuit, un incendie endommage les peintures, qui nécessitent une réfection. Grâce à la présence d'esprit de jeunes paroissiens du voisinage qui au vu d'une panache de fumée s'échappant de l'édifice, alertèrent la caserne des sapeurs-pompiers, les dégâts furent limités à quelques vitraux fêlés et des murs marqués de suie. L'enquête a situé le point de départ du feu près des cierges.

## Description

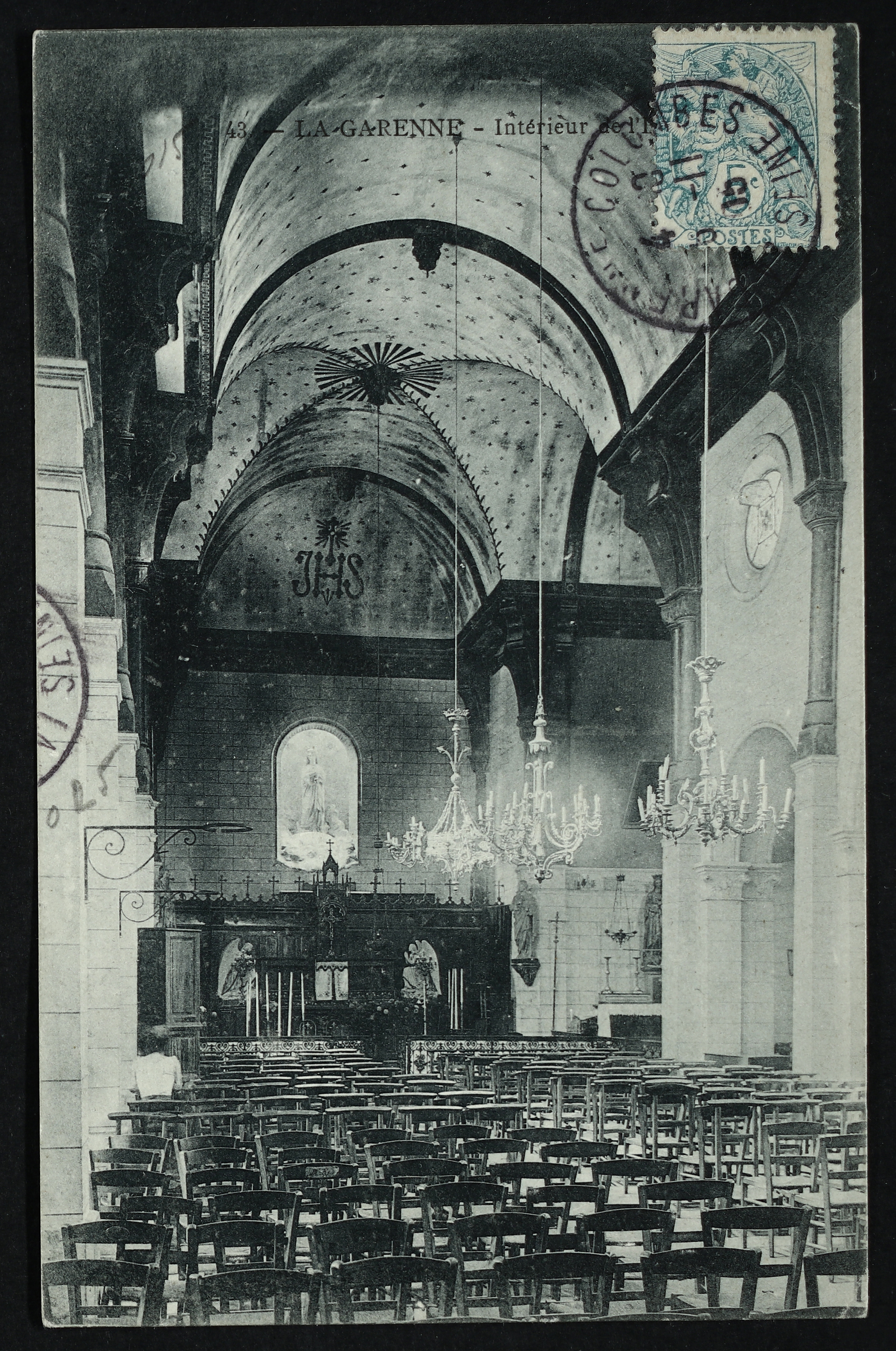
L'intérieur de l'église.

Sur un plan en croix latine, c'est un bâtiment à trois vaisseaux, surmonté d'un clocher à plan carré. La nef s'avance sous une fausse voûte en berceau plein-cintre. Le toit à longs pans est couvert de tuiles plates mécaniques.

## Rattachement
L'église Saint-Urbain est rattachée à la paroisse Saint-Urbain-Sainte-Marie des Vallées, du diocèse de Nanterre.